# ベツリオ・ゴンザレス
ベツリオ・ゴンザレス（Betulio González、1949年10月24日 - ）は、ベネズエラの男性プロボクサー。スリア州マラカイボ出身。元WBC・WBA世界フライ級王者。

## 来歴
1968年4月24日、ベネズエラでプロデビュー。
1969年10月10日、14戦目でベネズエラフライ級王座を獲得。
1971年4月1日、WBA世界フライ級王者大場政夫に挑戦し、15回判定負けで王座獲得ならず。
1971年11月20日、WBC世界フライ級王者エルビト・サラバリアに挑戦し、15回判定ドローとなったが、サラバリアはドーピングによる失格となった。
1972年6月3日、WBC世界フライ級王座決定戦でソクラテス・ベトトと対戦し、4回KO勝ちで王座を獲得した。
1972年9月29日、初防衛戦でベニス・ボーコーソーと対戦し、10回TKO負けで王座から陥落した。
1973年8月4日、WBC世界フライ級王座決定戦でミゲル・カントと対戦し、15回判定勝ちで王座に返り咲いた。
1974年5月19日、ノンタイトルマッチで小熊正二と対戦し、10回判定勝ち。7月20日のフランコ・ウデラとの2度目の防戦戦を挟み、10月1日に3度目の防衛戦で小熊と再戦し、15回判定負けで王座から陥落した。
1975年5月26日、小熊から王座を奪取したミゲル・カントとタイトルマッチで再戦するも、15回判定負けで王座返り咲きならず。
1976年10月3日、ミゲル・カントとタイトルマッチでラバーマッチを行ったが、15回判定負けで王座返り咲きならず。
1978年8月12日、WBA世界フライ級王者グティ・エスパダスと対戦し、15回判定勝ちで王座を獲得した。
1979年1月29日、3度目となった大熊正二と対戦し、15回判定ドローで2度目の防衛に成功した。7月6日、大熊とダイレクトリマッチを行い、12回KO勝ちで3度目の防衛に成功した。
1979年11月17日、4度目の防衛戦でルイス・イバラと対戦し、15回判定負けで王座から陥落した。
1981年12月19日、WBA世界フライ級王者ファン・エレラに挑戦し、7回TKO負けで王座返り咲きならず。
1982年8月14日、WBA世界フライ級王者サントス・ラシアルに挑戦し、15回判定負けで王座返り咲きならず。
1988年10月28日の試合を最後に引退した。

## 獲得タイトル
- WBC世界フライ級王座（1期目は防衛0度。2期目は防衛2度。）
- WBA世界フライ級王座（防衛3度）